# Darkher
Darkher ist eine englische Metal- und Rock-Band aus West Yorkshire, die 2014 gegründet wurde.

## Geschichte
Nachdem sie bereits zuvor in der Band The Steals tätig gewesen war und dort 2006 und 2009 eine EP und ein Album veröffentlicht hatte, gründete Jayn Hanna „Darkher“ Wissenberg im Jahr 2014 die Band Darkher. 2013 erschien bei Faun Records eine selbstbetitelte EP, der sich bei Prophecy Productions die EP The Kingdom Field (2014) und das Debütalbum Realms, das ein Buch als Beilage enthält, anschloss. Vor dem Vertragsschluss mit Prophecy Productions hatte Jayn Wissenberg The Kingdom Field in Eigenveröffentlichung mit einer Auflage von 100 Stück veröffentlicht. Live war die Band auch tätig; sie spielte unter anderem 2015 auf dem Prophecy Fest in Balve und im selben Jahr auf dem Roadburn Festival. Neben Jayn Wissenberg, die neben dem Gesang auch die E-Gitarre und die Produktion übernimmt, besteht die Besetzung aus dem Gitarristen und Bassisten Martin T. Wissenberg und dem Schlagzeuger Shaun „Winter“ Taylor-Steels.

## Stil
Laut laut.de bewegt sich die Band musikalisch zwischen Rock, Gothic Rock und Doom Metal. Ähnlich wie Chelsea Wolfe und Esben and the Witch singe Wissenberg über „verlorene[n] Seelen“ und tränke „jede Silbe in Grundtraurigkeit“. Meredith Schmiedeskamp vom Rock Hard bezeichnete die Musik als eine Mischung aus „akustischen Gitarrenklängen, mystisch anmutenden Gesängen und schweren Doom-Passagen“. Im Interview mit ihr gab Frontfrau Wissenberg an, dass sie versucht, in der Musik sowohl fragile und introvertierte als auch schwere und massive Elemente zu verwenden. In derselben Ausgabe rezensierte Thorsten Dörting das Album Realms. Die Liedtitel würden einen esoterischen Hauch haben und ließen auf „höchstpubertären Gothic-Weltschmerz schließen“. In den Songs mache man von Elektrobässen und tiefer gestimmten Gitarren Gebrauch. Musikalisch bewege man sich zwischen einer Post-Rock-Version von Chelsea Wolfe, einer zarteren Version von Sólstafir sowie Portishead. Marcel Rudoletzky vom Metal Hammer ordnete The Kingdom Field im Folk-Rock, Doom Metal und Post-Rock ein. Die Musik klinge geheimnisvoll und mystisch und würde mit einer „unvergleichlich betörenden Stimme“ vorgetragen werden. Zudem gebe es „[r]uhige Akustikgitarren, eine unheimliche Synthie-Atmosphäre und hypnotisierende Song-Schleifen“.

## Diskografie
Alben:
- 2016: Realms (Prophecy Productions)
- 2022: The Buried Storm (Prophecy Productions)

EPs:
- 2013: Darkher (Faun Records)
- 2014: The Kingdom Field (Prophecy Productions)